# Coin-sur-Seille
Coin-sur-Seille é uma comuna francesa na região administrativa de Grande Leste, no departamento de Mosela. Estende-se por uma área de 3,31 km². Em 2010 a comuna tinha 352 habitantes (densidade: 106,3 hab./km²).